# Pawel Pawlowitsch Lobanow
Pawel Pawlowitsch Lobanow (russisch Па́вел Па́влович Лоба́нов; * 2. Januarjul. / 15. Januar 1902greg. in Staro, Provinz Moskau, Gouvernement Moskau, Russisches Kaiserreich; † 13. August 1984 in Moskau) war ein sowjetischer Agrarwissenschaftler und Politiker der Kommunistischen Partei der Sowjetunion (KPdSU), der unter anderem zwischen 1938 und 1946 Volkskommissar beziehungsweise Minister für die Sowchosen, von 1955 bis 1956 Stellvertretender Vorsitzender des Ministerrates der UdSSR sowie zwischen 1956 und 1962 Vorsitzender des Unionssowjets des Obersten Sowjets der UdSSR war. Er fungierte zudem von 1956 bis 1961 sowie erneut zwischen 1965 und 1978 als Präsident der Sowjetischen Akademie für Landwirtschaftswissenschaften.

## Leben

### Studium, Agronom und Minister
Pawel Pawlowitsch Lobanow absolvierte ein Studium an der Akademie für Landwirtschaft „Kliment Arkadjewitsch Timirjasew“, das er 1925 abschloss. Im Anschluss war er zwischen 1925 und 1931 als Agronom in Schachowskaja und Wolokolamsk in der Oblast Moskau tätig. Zugleich diente er zwischen 1925 und 1926 in der Roten Armee und trat 1927 als Mitglied der Kommunistischen Partei der Sowjetunion (KPdSU) bei. Er war zwischen 1931 und 1936 Agronom sowie Direktor einer Sowchos in der Oblast Iwanowo und absolvierte daneben ein postgraduales Studium am All-Unions Wissenschaftlichen Forschungsinstitut der Sowchosen. Nachdem er im Anschluss von 1936 bis 1937 Inhaber eines Lehrstuhls an der Staatlichen Universität für Landmanagement in Moskau war, fungierte er 1937 Direktor des Landwirtschaftlichen Instituts der Staatlichen Universität Woronesch. Danach war er Stellvertretender Volkskommissar für Landwirtschaft sowie 1938 Volkskommissar für Landwirtschaft der Russischen Sozialistischen Föderativen Sowjetrepublik (RSFSR).
Am 12. Dezember 1938 löste Lobanow Tichon Jurkin als Volkskommissar für die Sowchosen im damals von Wjatscheslaw Molotow geführten Rat der Volkskommissare ab und behielt dieses Amt bis zum 11. November 1945 auch unter dem Vorsitz Josef Stalins. Anschließend fungierte er zwischen 1946 und 1953 als Erster Vize-Minister für Landwirtschaft der UdSSR sowie von 1953 bis 1955 als Erster Stellvertretender Vorsitzender des Ministerrates der RSFSR und zugleich als Minister für Landwirtschaft und Nahrungsmittelreserven. Er war ferner zwischen 1954 und 1962 Deputierter des Obersten Sowjet der UdSSR. Unter Nikolai Bulganin war er anschließend zwischen dem 28. Februar 1955 und dem 9. April 1956 Stellvertretender Vorsitzender des Ministerrates der UdSSR. Auf dem XX. Parteitag der KPdSU (14. bis zum 25. Februar 1956) wurde er Kandidat des Zentralkomitees (ZK) der KPdSU, der er bis zum XXII. Parteitag (17. bis 31. Oktober 1961) angehörte.

### Präsident der Landwirtschaftsakademie und Vorsitzender des Unionssowjets
Als 10. April 1956 übernahm Pawel Pawlowitsch Lobanow von Trofim Lyssenko erstmals das Amt als Präsident der Sowjetischen Akademie für Landwirtschaftswissenschaften und übte dieses bis zum 8. August 1961 aus, woraufhin Trofim Denissowitsch Lyssenko wiederum seine Nachfolge antrat. Am 14. Juli 1956 wurde er zudem als Nachfolger von Alexander Wolkow Vorsitzender des Unionssowjets, eine der beiden gleichberechtigten Kammern des Obersten Sowjets der UdSSR, und hatte dieses Amt bis zu seiner Ablösung durch Iwan Spiridonow am 18. März 1962 inne. 1957 wurde er zudem Vorsitzender der Sowjetisch-Polnischen Freundschaftsgesellschaft sowie 1961 Stellvertretender Vorsitzender der Staatlichen Planungskommission der UdSSR. Am 10. Februar 1965 wurde er als Nachfolger von Michail Olschanski zum zweiten Mal Präsident der Sowjetischen Akademie für Landwirtschaftswissenschaften und hatte diese Funktion bis zum 1. August 1978 inne, woraufhin ihn nunmehr Pjotr Wawilow (1918–1984) ablöste.

### Ehrungen und Auszeichnungen
Lobanow wurde für seine Verdienste mehrfach ausgezeichnet und erhielt neben dem Titel Held der Sowjetunion auch zwei Mal den Leninorden, den Orden der Oktoberrevolution, den Orden des Roten Banners der Arbeit sowie den Orden der Völkerfreundschaft.